# شويتشي يوكوي
شويتشي يوكوي (باليابانية: 横井 庄一 بالروماجي: Yokoi Shōichi) (31 مارس 1915 - 22 سبتمبر 1997)، كان رقيب في الجيش الياباني الإمبراطوري خلال الحرب العالمية الثانية، وكان من بين آخر ثلاث معتقلين يابانيين تم العثور عليهم بعد نهاية الأعمال العدائية في عام 1945. وُجِدَ في أدغال غوام في 24 يناير 1972، بعد ما يقرب من 28 عامًا من استعادة القوات الأمريكية السيطرة على الجزيرة عام 1944.

## النشأة
وُلد يوكوي في ساوري بمحافظة آيتشي. كان خياطًا للمتدربين عندما تم تجنيده في عام 1941.

## سنوات الحرب والنجاة بعد الحرب

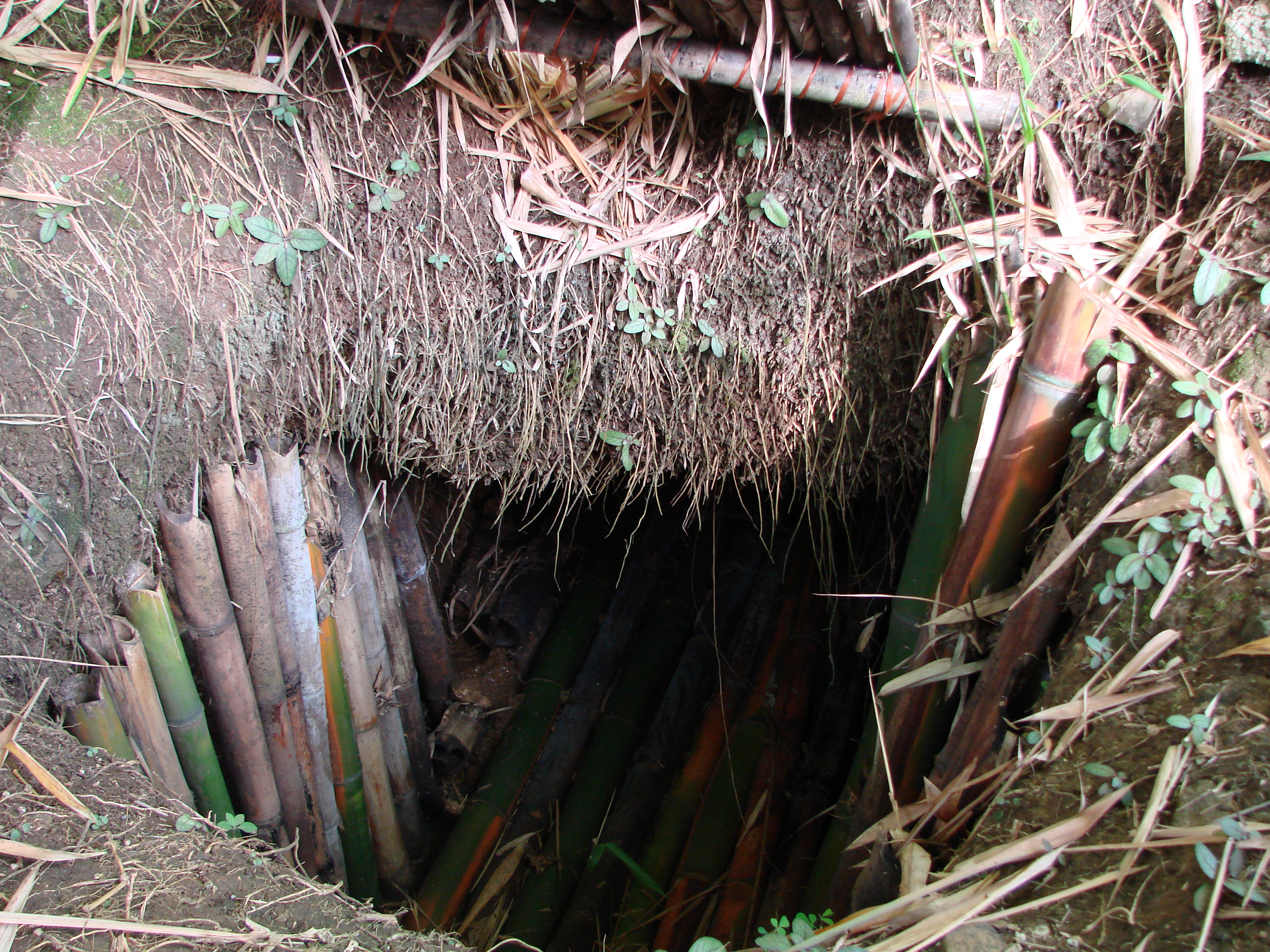
الكهف الذي كان يعيش به يوكوي في الغابة.

في البداية خدم يوكوي مع فرقة المشاة 29 في مانشوكو. في عام 1943 تم نقله إلى فوج 38 في جزر ماريانا ووصل إلى غوام في فبراير 1943. عندما استولت القوات الأمريكية على الجزيرة في معركة غوام عام 1944، اختفى يوكوي مع تسعة جنود يابانيين آخرين. ابتعد سبعة من أصل عشرة في نهاية المطاف بعيداً وبقي ثلاثة فقط في المنطقة. انفصل هؤلاء الرجال ولكن زاروا بعضهم البعض حتى عام 1964، إلى أن توفي الاثنان الآخران في فيضان. عاش يوكوي السنوات الثماني الباقية لوحده. حيث نجا عن طريق الصيد ليلاً. واستخدم النباتات المحلية ولحاء الشجر في صناعة الملابس، والتي كان يخبئها بعناية في كهفه.

## أسر
في مساء يوم 24 يناير 1972، تم اكتشاف يوكوي في الغابة بواسطة جيسوس دوينياس ومانويل دي جراسيا، وهما رجلان محليان يتفقدان مصائد الروبيان على طول نهر صغير في تالوفو.واعتقدا في بداية الأمر بأن يوكوي كان قرويًا من تالوفو، ومن ناحيته اعتقد يوكوي بأن حياته في خطر وهاجمهم. تمكنوا من إخضاعه ونقلوه من الغابة بكدمات بسيطة.
وقال لدى عودته إلى اليابان «أشعر بالحرج الشديد.» سرعان ما أصبح هذا التصريح مقولة شائعة في اليابان.
على الرغم من أنه كان مختبئًا لمدة ثمانية وعشرين عامًا في كهف الغاب، فقد عرف منذ عام 1952 أن الحرب العالمية الثانية قد انتهت. كان يخشى الخروج من مخبأه، مبرراً؛ «نحن الجنود اليابانيين قيل لنا أن نفضل الموت على العار المتمثل في البحث عن النجاة».
كان يوكوي هو الجندي الياباني الذي كان يعتنق سن الاستسلام بعد الحرب، قبل الملازم الثاني هيرو أونودا (أعفى من الخدمة من قبل قائده السابق في 9 مارس 1974) والجندي تيرو ناكامورا (اعتقل في 18 ديسمبر 1974).[بحاجة لمصدر]

## حياته لاحقاً
بعد جولة إعلامية في اليابان، تزوج واستقر في ولاية آيتشي الريفية.
أصبح يوكوي شخصية تلفزيونية شعبية وداعية للعيش بتقشف.
وقد ظهر في فيلم وثائقي عام 1977 بعنوان يوكوي وحياته الثمانية والعشرين السرية على غوام.
وفي النهاية، حصل على ما يعادل 300 دولار من دولارات الولايات المتحدة في صورة مدفوعات متأخرة ومعاش تقاعدي صغير.
على الرغم من أنه لم يلتق قط بالإمبراطور هيروهيتو، أثناء زيارته لمبنى القصر الإمبراطوري، قال يوكوي: «أصحاب الجلالة، لقد عدت إلى منزلي... يؤسفني بشدة أنني لا أستطيع خدمتك جيدًا. لقد تغير العالم بالتأكيد، لكن العزم على خدمتك لن يتغير أبدًا.»
توفي يوكوي في عام 1997 متأثرًا بنوبة قلبية عن عمر يناهز 82 عامًا، ودُفن في مقبرة ناغويا، تحت قبر كان قد تم دفن والدته في الأصل عام 1955، بعد إعلان يوكوي رسميًا وفاته.

## المتحف
تم افتتاح قاعة شويتشي يوكوي التذكارية في عام 2006 في ناكاغاوا-كو.

## روابط خارجية
- "ثلاثون سنة في الغابة! هل يمكن أن تفعل ذلك؟" - سيرة قصيرة.
- صورة لمدخل كهف Yokoi
- قاعة شويشي يوكوي التذكارية